# Fainer Torijano
Fainer Torijano Cano(Cali, Valle del Cauca, Colombia; 31 de agosto de 1988) es un futbolista colombiano. Juega de defensa y su equipo actual es el Independiente Medellín de la Categoría Primera A colombiana.

## Trayectoria

### Deportes Tolima
En el año 2015 es contratado por el equipo vinotinto y oro del Fútbol Profesional colombiano, anota su primer gol con el equipo en la Copa Colombia el 27 de abril de 2017 frente al deportes quindio donde los pijaos ganan 3 a 1.

### Independiente Santa Fe
El 6 de diciembre de 2018 el club confirmó el refuerzo del zaguero central procedente del Tolima. Con el conjunto capitalino quedó subcampeón de la liga colombiana 2020 y ganó la Superliga de Colombia 2021. Torijano se ha convertido en uno de los referentes del equipo los últimos años disputando más de 100 partidos con el cuadro cardenal y vistiendo la banda de capitán en algunas ocasiones.

## Clubes
| Club                   | País                | Año                 | Partidos | Goles |
| ---------------------- | ------------------- | ------------------- | -------- | ----- |
| Centauros              | Colombia            | 2009-2010           | 23       | 2     |
| Deportes Quindío       | Colombia            | 2010-2012           | 90       | 5     |
| Deportivo Cali         | Colombia            | 2013-2014           | 65       | 2     |
| Deportes Tolima        | Colombia            | 2015-2018           | 134      | 1     |
| Santa Fe               | Colombia            | 2019-2021           | 125      | 10    |
| Once Caldas            | Colombia            | 2022                | 80       | 4     |
| Independiente Medellín | Colombia            | 2024-(Actual)       |          |       |
| Total en su carrera    | Total en su carrera | Total en su carrera | 434      | 20    |

## Palmarés

### Campeonatos nacionales
| Título                | Equipo          | País     | Año  |
| --------------------- | --------------- | -------- | ---- |
| Superliga de Colombia | Deportivo Cali  | Colombia | 2014 |
| Torneo Apertura       | Deportes Tolima | Colombia | 2018 |
| Superliga de Colombia | Santa Fe        | Colombia | 2021 |